# سوراخ سوزن (فیلم)
سوراخ سوزن (انگلیسی: Eye of the Needle) فیلمی آمریکایی در سبک جاسوسی به کارگردانی ریچارد مارکوند است که در سال ۱۹۸۱ منتشر شد. از بازیگران آن می‌توان به دونالد ساترلند، کیت نلیگان، ایان بانن و بیل نای اشاره کرد.